# Break and Cross the Walls I
『Break and Cross the Walls Ⅰ』（ブレイク・アンド・クロス・ザ・ウォールズ・ワン）は、MAN WITH A MISSIONの6枚目のフル・アルバム。2021年11月24日にSony Music Records（Sony Music Labels）から発売された。

## 概要
- 前作『Chasing the Horizon』から約3年5か月振りのリリース[注 1]。
- CDは初回生産限定盤、通常盤の2形態で発売。
- CDシングル曲「Remember Me」「Change the World」「INTO THE DEEP」「Merry-Go-Round」、配信シングル曲「Telescope」「evergreen」に加え、11thシングルのカップリング「86 Missed Calls feat. Patrick Stump」等、全形態共通で全14曲を収録[7][8]。
- 本作は、当初CD2枚組の作品として制作がスタートしたが、昨年から続くコロナ禍の影響を受ける音楽シーンや、バンドの活動を後押しするファンに少しでも早く新たな作品を届けられたらという思いから完成を待たず急遽1作ずつリリースされることとなった[7]。
- 本作に続くアルバム第2弾となる『Break and Cross the Walls II 』は2022年5月25日にリリースされた[7]。

尚、本作の海外盤がUKにてJPU Recordsから2022年2月4日に発売された。
海外版はCD,CD+VODの二形態。

## 収録曲

### CD
1. yoake
作詞・作曲：Jean-Ken Johnny
編曲：MAN WITH A MISSION, 中野雅之
  - 日本テレビ系『スッキリ』2021年11月度テーマソング[9]
  - 名古屋テレビ『メ〜テレライブ BOMBER-E』2021年11月度オープニングテーマ[9]
  - SHARP『AQUOS XLED』CMソング[10]
2. Thunderstruck（英語版）
作詞・作曲：Angus McKinnon Young, Malcolm Mitchell Young
編曲：MAN WITH A MISSION
  - AC/DCの楽曲のカバー
3. Merry-Go-Round
作詞：Kamikaze Boy, Jean-Ken Johnny
作曲：Kamikaze Boy
編曲：MAN WITH A MISSION, 大島こうすけ
ストリングスアレンジ：大島こうすけ, 池田大介
  - 14thシングル
  - 読売テレビ/日本テレビ系アニメ『僕のヒーローアカデミア』第5期第2クールオープニングテーマ[11]
4. Change the World
作詞・作曲：Jean-Ken Johnny
編曲：MAN WITH A MISSION, 中野雅之
  - 12thシングル
  - 2020 NHKサッカーテーマソング[12]
5. Break and Cross the Walls
作詞・作曲：Kamikaze Boy
編曲：MAN WITH A MISSION, 中野雅之
  - 本作の表題曲
6. Telescope
作詞：Kamikaze Boy, Jean-Ken Johnny
作曲：Kamikaze Boy, DJ Santa Monica
編曲：MAN WITH A MISSION, 大島こうすけ
  - 配信限定6thシングル
  - TBS系『王様のブランチ』テーマソング[13]
7. Between fiction and friction I (Instrumental)
作曲：Kamikaze Boy
編曲：MAN WITH A MISSION
8. クラクション・マーク
作詞：Kamikaze Boy
作曲：Kamikaze Boy, Jean-Ken Johnny
編曲：MAN WITH A MISSION
9. INTO THE DEEP
作詞・作曲：Jean-Ken Johnny
編曲：MAN WITH A MISSION, 中野雅之
  - 13thシングル
  - 東宝配給映画『ゴジラvsコング』日本版主題歌[14]
10. Subliminal
作詞：Kamikaze Boy
作曲：Kamikaze Boy, Jean-Ken Johnny
編曲：MAN WITH A MISSION, 中野雅之
11. 86 Missed Calls feat. Patrick Stump
作詞・作曲：Kamikaze Boy, Jean-Ken Johnny, Patrick Stump
編曲：MAN WITH A MISSION, Patrick Stump
  - 11thシングルカップリング
  - HIGH BROW CINEMA配給映画『3人の信長』主題歌[15]
  - ゲストボーカルとして、アメリカのロック・バンド『Fall Out Boy』のパトリック・スタンプが参加している。
12. Remember Me
作詞：Kamikaze Boy, Jean-Ken Johnny
作曲：Kamikaze Boy
編曲：MAN WITH A MISSION, 大島こうすけ
  - 10thシングル
  - フジテレビ系月9ドラマ『ラジエーションハウス〜放射線科の診断レポート〜』主題歌[16]
  - フジテレビ系月9ドラマ『ラジエーションハウスII〜放射線科の診断レポート〜』主題歌[17]
13. evergreen
作詞・作曲：Jean-Ken Johnny
編曲：MAN WITH A MISSION, 草間敬
  - 配信限定8thシングル
  - 東洋水産『マルちゃん赤いきつねと緑のたぬき』「天ぷら月編」CMソング[18]
14. Anonymous
作詞・作曲：Jean-Ken Johnny
編曲：MAN WITH A MISSION

### 特典DVD（初回生産限定盤） , VOD(海外盤)
| #  | タイトル                      | 作詞 | 作曲・編曲 |
| -- | ----------------------------- | ---- | ---------- |
| 1. | 「INTO THE DEEP」             |      |            |
| 2. | 「2045」                      |      |            |
| 3. | 「Seven Deadly Sins」         |      |            |
| 4. | 「Perfect Clarity」           |      |            |
| 5. | 「フォーカスライト」          |      |            |
| 6. | 「Take Me Under」             |      |            |
| 7. | 「FLY AGAIN -Hero's Anthem-」 |      |            |

## 演奏
- E.D.Vedder：Guitars, etc
- XAI：Guest Vocal (#1)
- 武井優心、タカハシマイ (Czecho No Republic, Living Rita)：Guest Vocal (#5)
- Satoko Ikeda：Guest Vocal (#9)
- SOUND CREW ladies：Chorus (#4)
- 中野雅之 (BOOM BOOM SATELLITES, THE SPELLBOUND)：Keyboards & Programming (#1.4.5.9.10)
- 大島こうすけ
  - Keyboards & Programming (#3.6.12)
  - Strings Arrangement (#3.12)
- ながしまみのり：Piano (#14)
- 池田大介：Strings Arrangement (#3.12)
- 小寺里枝 with Lime Ladies Orchestra (#3)
- Mika Hashimoto with Lime Ladies Orchestra (#12)

## タイアップ
※タイアップ起用順
- Remember Me
  - フジテレビ系月9ドラマ『ラジエーションハウス〜放射線科の診断レポート〜』主題歌[16]
  - フジテレビ系月9ドラマ『ラジエーションハウスII〜放射線科の診断レポート〜』主題歌[17]
- 86 Missed Calls feat. Patrick Stump
  - HIGH BROW CINEMA配給映画『3人の信長』主題歌[15]
- Change the World
  - 2020 NHKサッカーテーマソング[12]
- Telescope
  - TBS系『王様のブランチ』テーマソング[13]
- evergreen
  - 東洋水産『マルちゃん赤いきつねと緑のたぬき』「天ぷら月編」CMソング[18]
- INTO THE DEEP
  - 東宝配給映画『ゴジラvsコング』日本版主題歌[14]
- Merry-Go-Round
  - 読売テレビ/日本テレビ系アニメ『僕のヒーローアカデミア』第5期第2クールオープニングテーマ[11]
- yoake
  - 日本テレビ系『スッキリ』2021年11月度テーマソング[9]
  - 名古屋テレビ『メ〜テレライブ BOMBER-E』2021年11月度オープニングテーマ[9]
  - SHARP『AQUOS XLED』CMソング[10]